# Theodor Lessing
Karl Theodor Richard Lessing (Hannover, 8 febbraio 1872 – Marienbad, 31 agosto 1933) è stato un filosofo tedesco.
È noto soprattutto per il saggio L'odio di sé ebraico (1930). I suoi ideali politici e la sua adesione al Sionismo ne fecero una figura scomoda della Germania nazista.
Lessing emigrò nell'allora Cecoslovacchia, dove fu assassinato da sicari nazisti nell'estate del 1933.
Fu il primo omicidio politico di un oppositore del regime nazista fuori dai confini della Germania, e suscitò l'indignazione mondiale.